# デビッド・ウィルソン (1985年生のラグビー選手)
デビッド・ウィルソン（David Wilson、1985年4月9日 - ）は、イングランドのラグビーユニオン選手。

## プロフィール
- イングランド・サウス・シールズ出身。
- ポジションはプロップ(PR)。
- 身長 187cm、体重 126kg
- イングランド代表キャップは44（2020年5月現在）でラグビーワールドカップ2011・ラグビーワールドカップ2015のイングランド代表に選ばれた[1]。

## 略歴
ニューカッスル・ファルコンズ、バースを経て、2016年、ニューカッスル・ファルコンズに復帰。 